# معينة (اسم)
معينة هو اسم علم مؤنث من أصل عربي، ومعناه هو من الفعل أطاع، من تنفذ أوامرها.

## وصلات خارجية
- موسوعة السلطان قابوس لأسماء العرب